# Jatimekar (Cipeundeuy)
Jatimekar is een bestuurslaag in het regentschap Bandung Barat van de provincie West-Java, Indonesië. Jatimekar telt 5681 inwoners (volkstelling 2010).